# Día Mundial del Retrete
El Día Mundial del Retrete es una jornada que se celebra internacionalmente el 19 de noviembre desde 2014, fue promovida por la Asamblea General de las Naciones Unidas en 2013.

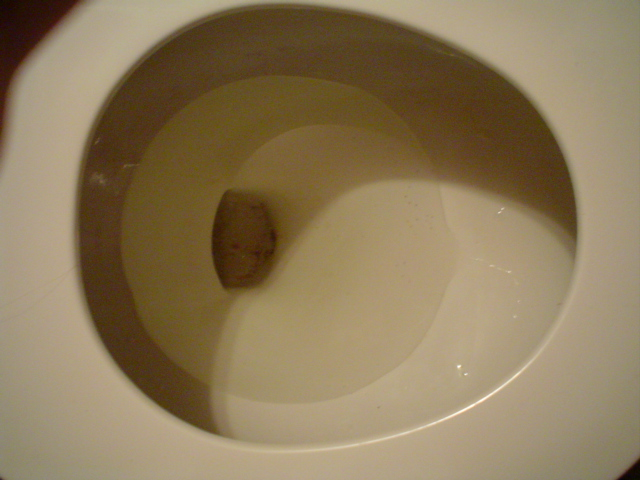

## Proclamación
El Día Mundial del Retrete fue proclamado por la Asamblea General de las Naciones Unidas el 24 de julio de 2013, tras una propuesta de Singapur y en colaboración con la World Toilet Organization,organización fundada por Jack Sim también conocido como Mr. Toilet o Toiletman. Su principal objetivo es concienciar sobre la crisis mundial del saneamiento y acelerar los esfuerzos para alcanzar el Objetivo de Desarrollo Sostenible 6, que busca garantizar la disponibilidad y gestión sostenible del agua y el saneamiento para todos de aquí a 2030. En particular, la meta 6.2 se enfoca en poner fin a la defecación al aire libre y proporcionar acceso al saneamiento y la higiene. Actualmente, 3500 millones de personas viven sin saneamiento gestionado de manera segura. UN-Water actúa como el coordinador oficial del Día Mundial del Retrete, también conocido como Día Mundial del Saneamiento, manteniendo el sitio web oficial y seleccionando un tema especial cada año para enfocar las actividades y campañas globales.

## Celebración
Se conmemora el 19 de noviembre, fecha elegida en recuerdo de la primera celebración organizada en 2001 por la World Toilet Organization. Desde su primera celebración internacional en 2014, este día ha sido dedicado a promover la acción global en torno al acceso seguro a servicios de saneamiento. La campaña incluye actividades como seminarios, campañas en redes sociales y eventos comunitarios organizados por entidades de la ONU, organizaciones internacionales y voluntarios. El acceso a un inodoro seguro tiene un impacto positivo significativo en la salud pública, la dignidad humana y la seguridad personal, especialmente para las mujeres, subrayando su importancia en la lucha contra enfermedades transmitidas por el agua y el suelo. Estos esfuerzos son cruciales para la promoción de un desarrollo sostenible, los derechos humanos y la paz mundial.

## Temas
Resumen de temas de UN-Water:
- 2014: Igualdad y Dignidad
- 2015: Sanitarios y Nutrición
- 2016: Baños y trabajos
- 2017: Aguas residuales
- 2018: Cuando la naturaleza llama
- 2019: No dejar a nadie atrás
- 2020: Saneamiento Sostenible y Cambio Climático
- 2021: Valoración de baños
- 2022: Saneamiento Sostenible y Aguas Subterráneas[11]
- 2023: Acelerar el cambio
- 2024: Saneamiento para la paz